# Єсипов Валерій В'ячеславович
Вале́рій В'ячесла́вович Є́сипов (нар. 4 жовтня 1971, м. Щигри, Курська область, РРФСР) — колишній російський футболіст, нападник, гравець збірної Росії.

## Біографія

### Клубна кар'єра
Народився в невеличкому місті Курської області Щигри. У спеціалізованій спортивній школі не навчався, серйозно почав займатися футболом лише після закінчення загальноосвітньої школи, розпочавши виступи за команду одного з заводів. Саме там його й помітив Олександр Галкін, головний тренер курського «Авангарда», запросивши до своєї команди. Сезон 1991 року видався для молодого півзахисника особливо вдалим, результатом чого стали 13 забитих м'ячів у другій нижчій лізі СРСР.

Вже цього ж року Валерій опинився у воронезькому «Факелі», який виступав на той час у першому дивізіоні радянського чемпіонату. Проте побутові питання не дозволили Єсипову затриматися у Воронежі надовго. Клуб не виконав своїх обіцянок і саме в цей час футболіст отримав запрошення від київського «Динамо», тож вибір Єсипова був очевидним — він фактично втік із розташування «Факела».
Однак у Києві його чекала певна несподіванка — саме в цей час до «Динамо» перейшов Віктор Леоненко, перехід якого викликав резонанс, що зачепив і Валерія. На виступи гравців у складі київського клубу було накладено заборону. На відміну від Леоненка Єсипову не обіцяли великих підйомних за очікування у «підвішеному стані», тож футболісту нічого не залишалося, окрім пошуку нової команди. У складі «Динамо» Валерій провів всього 6 поєдинків, прийнявши пропозицію волгоградського «Ротора».

Саме у Волгограді Єсипов і розквітнув як футболіст, ставши, безумовно, провідним гравцем та одним з найкращих бомбардирів клубу. Разом з командою він двічі ставав срібним призером чемпіонату Росії, завойовував бронзові нагороди, зіграв 19 матчів у Єврокубкових турнірах. Завдяки успішним виступам у складі «Ротора» отримав запрошення до збірної Росії. Валерій віддав команді майже 12 років свого життя. Популярність Єсипова у Волгограді була неймовірною. Він навіть балотувався на виборах до Міської Думи, проте не переміг.

Не зважаючи на усю прив'язаність до Волгограда, 2005 рік він розпочав уже у складі іншого клубу — «Сатурна» з Раменського. «Ротор» на той час вилетів з вищої ліги, гравці масово почали залишати команду і Єсипов вирішив, що залишатися там надалі немає сенсу. Перший сезон у формі «Сатурна» був доволі вдалим, однак у наступних двох Валерій все рідше з'являвся на полі і врешті-решт 2007 року вирішив завершити кар'єру футболіста.

### Виступи у збірній
У складі збірної Росії Єсипов провів 5 матчів, дебютувавши у поєдинку зі збірною Австрії, що відбувся 17 серпня 1994 року (3:0 перемогли росіяни). Щоправда, футболку головної команди країни він вперше вдягнув ще за 10 днів до цього у матчі зі збірною світу, однак ця гра була неофіційною і у залік не йде.
Останній поєдинок Єсипов провів проти ірландців 6 вересня 2003 року.

### Кар'єра тренера
У листопаді 2007 року, після завершення кар'єри гравця, Єсипов очолив свій перший клуб — «Авангард» з Курська . Там він пропрацював до 2010 року, перейшовши до складу тренерського штабу «Ротора» . Однак вже в кінці того ж року залишив посаду, що обіймав у волгоградському клубі. Влітку 2011 ходили чутки, що Єсипов може очолити футбольний клуб «Губкін» або ПФК «Суми» , однак вони так і не підтвердилися.

У січні 2012 року Валерія Єсипова було призначено головним тренером футбольного клубу «Сєвєр» (Мурманськ).

## Досягнення
Клубні трофеї
- Дворазовий срібний призер чемпіонату Росії (1993, 1997)
- Фіналіст Кубка Росії (1994/95)
- Бронзовий призер чемпіонату Росії (1996)
- Фіналіст Кубка Інтертото (1996)

Індивідуальні досягнення
- У список 33-х найкращих футболістів Росії потрапляв 7 разів: № 1: 2003; № 2: 1993, 1996, 1998, 2001; № 3: 1995, 2000
- Член клубу 100 російських бомбардирів чемпіонату [12]: 103 забитих м'ячі.

Тренерські досягнення
- Чемпіон зони «Центр» другого дивізіону (2009)
- Найкращий тренер зони «Центр» другого дивізіона (2009)[13]